# Peneveronatus australis
Peneveronatus australis es una especie de coleóptero de la familia Scirtidae.

## Distribución geográfica
Habita en Australia.